# Max Baldwin
 (avril 2019).
Pour les articles homonymes, voir Baldwin.
Max Baldwin (né le 4 janvier 1928) est un canoéiste australien ayant disputé des compétitions dans les années 1950. Il termine à la neuvième place des 10 000 m en K-1 lors des Jeux olympiques d'été de 1956 à Melbourne. 
Baldwin a perdu l'usage de sa jambe gauche après avoir été atteint de la polio à 1 an et marche avec des béquilles. Baldwin a d'abord été gymnaste ; malgré son infirmité à la jambe, il remporte un titre de champion de l'État de la Nouvelle-Galles du Sud (NSW),. Après ses débuts en canoë, il remporte plusieurs titres australiens. Il est le premier athlète australien handicapé à participer à des Jeux olympiques. Baldwin devient adhérent à vie de Gymnatics NSW (organisme de l'état du NSW promouvant la gymnastique) en 1990 et reçoit la Médaille de l'ordre de l'Australie en 2014 pour ses services rendus au monde du sport. 